# Paraskevas Christou
Paraskevas Christou (Larnaca, 2 de Fevereiro de 1984) é um jogador de futebol cipriota que atualmente joga no APOEL FC.